# Oberdan Vigna
Oberdan Vigna (Torrebelvicino, 16 maggio 1884 – 6 novembre 1966) è stato un politico italiano.

## Biografia
Deputato alla Camera del Regno d'Italia, viene eletto nel Partito Socialista Italiano all'Assemblea Costituente.